# Таюро, Жак
Жак Таюро (фр. Jacques Tahureau, 1527—1555) — французский поэт.

## Биография
Таюро был родом из знатной семьи; его отец занимал высокий пост в городе Ле Ман. Получил образование в университете города Анжер, затем участвовал в походах Генриха II против Карла V. Затем на некоторое время обосновался в Париже. Стихи Таюро сразу доставили ему известность в избранном обществе того времени; он вошёл в кружок поэтов, к которому принадлежали Жодель, Денизо, Дю Белле, Жан де ла Перуз и др. При этом основным ориентиром для Таюро были сочинения Ронсара. Внезапно умер в двадцативосьмилетнем возрасте, в год своей женитьбы на Мари Грене.

## Сочинения
Кроме стихотворных переводов «Екклезиаста» и нескольких поэм, Таюро издал сборники своих стихотворений: «Poésies» (1554), «Sonnets, odes et mignardises amoureuses de l’admirée» (1554), «Oraisons au roi de la grandeur de son règne et de l’excellence de la langue françoise» (1555), «Dialogues non moins profitables que facé tieux» (1562). Полное собрание его стихотворений вышло в 1574 г. под заглавием «Poésies mises toutes ensemble».
Знаменитый критик Сент-Бёв именовал Таюро «Парни XVI века».

### «Диалоги»
Из сочинений Таюро наибольший интерес представляют «Диалоги», впервые опубликованные в 1565 году, неоднократно переиздававшиеся вплоть до 1602 г., а затем надолго забытые. Построенные как беседы двух персонажей — Демокритика (он является приверженцем философии Демокрита) и Космофила («выполняющего роль подголоска»), они остроумно высмеивают предрассудки того времени. Таюро высмеивает Эпикура и Платона, крючкотворство юристов и шарлатанство врачей, заблуждения астрологов и алхимиков, происки духовенства.
По словам Ю. Б. Виппера,
«„Диалоги“ — важное звено как в становлении французского вольномыслия, так и в развитии сатирических тенденций во французской литературе XVII—XVII вв. Первый путь ведёт от Рабле через Таюро к Монтеню и далее к вольнодумцам XVII столетия; с другой стороны, творчество Таюро, автора „Диалогов“, перекидывает мост от того же Рабле к Агриппе д’Обинье, создателю „Приключений барона Фенеста“, к Матюрену Ренье, Шарлю Сорелю и писателям, продолжавшим их дело во второй половине XVII столетия.»

## Издания
- Poesies completes. Ed. critique par T. Peach. — Geneve, 1984.
- Les Dialogues. Ed. M. Gauna. — Geneve, 1981.